# Fallenia fasciata
Fallenia fasciata är en tvåvingeart som först beskrevs av Fabricius 1805.  Fallenia fasciata ingår i släktet Fallenia och familjen Nemestrinidae. Inga underarter finns listade i Catalogue of Life.